# Mese della storia dei neri
Il mese della storia dei neri (black history month, o afro-american history month) è una ricorrenza osservata negli Stati Uniti d'America, Canada e Regno Unito per celebrare l'importanza delle persone e degli eventi nella storia della diaspora africana. È celebrato annualmente negli Stati Uniti e in Canada durante il mese di febbraio e nel Regno Unito in ottobre.

## Storia

### Negro history week(1926)

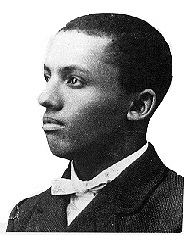
Carter G. Woodson

Il precursore del black history month fu ideato nel 1926, quando lo storico Carter G. Woodson e l'associazione ASALH annunciarono che la seconda settimana di febbraio sarebbe stata chiamata "negro history week". Tale settimana fu scelta poiché vi ricadevano i compleanni sia di Abraham Lincoln che di Frederick Douglass.
Dalla fase iniziale dell'evento, fu posto l'accento principalmente sulla necessità di incoraggiare l'insegnamento coordinato della storia dei neri americani nelle scuole pubbliche della nazione. La prima negro history week fu accolta moderatamente, ottenendo la collaborazione dei Dipartimenti dell'Educazione degli stati della Carolina del Nord, Delaware, e Virginia Occidentale, nonché le amministrazioni scolastiche della città di Baltimora e Washington. Nonostante non fosse stato riconosciuto universalmente, l'evento fu comunque considerato da Woodson come "uno dei passi più fortunati mai percorsi dall'associazione" ("one of the most fortunate steps ever taken by the Association"). L'evento fu ripianificato su base annua, proseguendo ad un ritmo sostenuto.
Ai tempi del lancio della negro history week, Woodson sostenne che l'insegnamento della storia africana era indispensabile per garantire la sopravvivenza fisica e intellettuale della razza all'interno della società più ampia:
(Woodson, "Negro History Week", pg. 239)
Dal 1929, i Dipartimenti dell'Educazione degli Stati con una considerevole popolazione afroamericana contattarono gli insegnanti e distribuirono la letteratura ufficiale associata all'evento. Anche le chiese giocarono un ruolo significante nella distribuzione della letteratura associata alla negro history week durante il periodo iniziale.
La negro history week fu recepita con molto entusiasmo; promosse la creazione di diversi club sulla storia africana ed incrementò l'interesse fra gli insegnanti e fra i bianchi progressisti. La negro history week crebbe in popolarità durante i decenni successivi, ed alcuni sindaci statunitensi iniziarono a trattarla come una festività.

### Black history month

#### Stati Uniti d'America (1976)
L'espansione dell'evento al black history month fu inizialmente proposta dai leader dei Black United Students della Kent State University nel febbraio del 1969. La prima della celebrazione del mese della storia dei neri avvenne proprio alla Kent State l'anno seguente.
Nel 1976, durante il bicentenario degli Stati Uniti, l'espansione informale della negro history week a black history month divenne ufficialmente riconosciuta dal governo americano. Il presidente Gerald Ford si espresse a tal riguardo, sollecitando il popolo americano a "cogliere l'opportunità di onorare le doti troppo spesso trascurate degli afro-americani" ("seize the opportunity to honor the too-often neglected accomplishments of black Americans in every area of endeavor throughout our history").

#### Regno Unito (1987)
Il mese della storia dei neri viene celebrato anche nel Regno Unito a partire dal 1987. L'istituzione del black history month è generalmente attribuita al lavoro dell'analista ghanese Akyaaba Addai-Sebo e al Consiglio della Grande Londra.

#### Canada (1995)
Nel 1995, dopo una mozione del politico Jean Augustine, la Camera dei comuni del Canada riconobbe ufficialmente febbraio come mese della storia dei neri. Nel 2008 il senatore Donald Oliver propose al Senato di riconoscere definitivamente tale ricorrenza, ottenendo un'approvazione all'unanimità.

## Critiche
Ogni anno il black history month è argomento di un dibattito sull'utilità e sull'imparzialità di un mese dedicato alla storia di una singola etnia. Molte perplessità riguardano inoltre il fatto che la storia nera venga relegata ad un solo mese e che venga banalizzata tramite il "culto degli eroi".
A tal riguardo, Morgan Freeman, molto critico nei confronti del black history month, disse: «Non voglio un mese della storia dei neri. La storia dei neri è la storia americana» («I don't want a black history month. Black history is American history»).